# کاراپینار
کاراپینار (به ترکی استانبولی: Karapınar) شهری است در کشور ترکیه که در استان قونیه واقع شده‌است. جمعیت این شهر بر اساس سرشماری سال ۲۰۰۸ میلادی ۳۱٬۶۹۵ نفر و بر اساس برآوردهای سال ۲۰۰۹ میلادی ۳۱٬۴۷۷ نفر می‌باشد.